# Tycjusz
Tycjusz gr. Tytius (najpr. powinno być Tytus, od Titos): "czcigodny", łac. Iustus: "sprawiedliwy" – nawrócony na monoteizm poganin, który jeszcze nie przestrzegał wszystkich przepisów Prawa, ale mógł już uczestniczyć w niektórych nabożeństwach żydowskich. Dzieje Apostolskie nazwały go "czcicielem Boga" (Dz 18,7), Jego dom przylegał do synagogi w Koryncie. Po sporze Pawła z Żydami (dotyczącym głównie mesjańskości Jezusa), w czasie pobytu Apostoła w Koryncie podczas drugiej wyprawy misyjnej (52 r.), Paweł zerwał z synagogą i nauczał odtąd w domu Tycjusza Justusa (Dz 18,4-7). 

## Tycjusz w Biblii
A co szabat rozprawiał w synagodze i przekonywał tak Żydów, jak i Greków. Kiedy Sylas i Tymoteusz przyszli z Macedonii, Paweł oddał się wyłącznie nauczaniu i udowadniał Żydom, że Jezus jest Mesjaszem. A kiedy się sprzeciwiali i bluźnili, otrząsnął swe szaty i powiedział do nich: «Krew wasza na waszą głowę, jam nie winien. Od tej chwili pójdę do pogan». Odszedł stamtąd i poszedł do domu pewnego "czciciela Boga", imieniem Tycjusz Justus. Dom ten przylegał do synagogi. (Dz 18, 4-7)